# Termignon
Termignon és un municipi delegat francès, situat al departament de la Savoia i a la regió d'Alvèrnia-Roine-Alps. L'any 2007 tenia 428 habitants.
L'1 de gener de 2017, Termignon es va fusionar amb Bramans, Lanslebourg-Mont-Cenis, Lanslevillard i Sollières-Sardières i formar el municipi nou de Val-Cenis.

## Demografia

### Població
El 2007 la població de fet de Termignon era de 428 persones. Hi havia 188 famílies de les quals 76 eren unipersonals (40 homes vivint sols i 36 dones vivint soles), 40 parelles sense fills, 60 parelles amb fills i 12 famílies monoparentals amb fills.
La població ha evolucionat segons el següent gràfic:
Habitants censats

### Habitatges
El 2007 hi havia 676 habitatges, 194 eren l'habitatge principal de la família, 456 eren segones residències i 26 estaven desocupats. 188 eren cases i 483 eren apartaments. Dels 194 habitatges principals, 125 estaven ocupats pels seus propietaris, 54 estaven llogats i ocupats pels llogaters i 15 estaven cedits a títol gratuït; 5 tenien una cambra, 26 en tenien dues, 57 en tenien tres, 61 en tenien quatre i 45 en tenien cinc o més. 93 habitatges disposaven pel capbaix d'una plaça de pàrquing. A 97 habitatges hi havia un automòbil i a 77 n'hi havia dos o més.

### Piràmide de població
La piràmide de població per edats i sexe el 2009 era:
| Homes | Edats   | Dones |
| ----- | ------- | ----- |
| 0     | 95 o +  | 0     |
| 0     | 90 a 94 | 4     |
| 4     | 85 a 89 | 8     |
| 0     | 80 a 84 | 0     |
| 16    | 75 a 79 | 8     |
| 8     | 70 a 74 | 4     |
| 12    | 65 a 69 | 16    |
| 12    | 60 a 64 | 8     |
| 16    | 55 a 59 | 4     |
| 4     | 50 a 54 | 12    |
| 16    | 45 a 49 | 20    |
| 20    | 40 a 44 | 12    |
| 16    | 35 a 39 | 16    |
| 28    | 30 a 34 | 12    |
| 4     | 25 a 29 | 8     |
| 4     | 20 a 24 | 4     |
| 8     | 15 a 19 | 16    |
| 24    | 10 a 14 | 4     |
| 20    | 5 a 9   | 16    |
| 12    | 0 a 4   | 20    |

## Economia
El 2007 la població en edat de treballar era de 282 persones, 251 eren actives i 31 eren inactives. De les 251 persones actives 249 estaven ocupades (145 homes i 104 dones) i 2 estaven aturades (1 home i 1 dona). De les 31 persones inactives 17 estaven jubilades, 8 estaven estudiant i 6 estaven classificades com a «altres inactius».

### Ingressos
El 2009 a Termignon hi havia 189 unitats fiscals que integraven 422,5 persones, la mediana anual d'ingressos fiscals per persona era de 17.660 €.

### Activitats econòmiques
Dels 71 establiments que hi havia el 2007, 1 era d'una empresa extractiva, 1 d'una empresa alimentària, 1 d'una empresa de fabricació d'altres productes industrials, 7 d'empreses de construcció, 9 d'empreses de comerç i reparació d'automòbils, 1 d'una empresa de transport, 19 d'empreses d'hostatgeria i restauració, 1 d'una empresa d'informació i comunicació, 1 d'una empresa financera, 3 d'empreses immobiliàries, 6 d'empreses de serveis, 15 d'entitats de l'administració pública i 6 d'empreses classificades com a «altres activitats de serveis».
Dels 18 establiments de servei als particulars que hi havia el 2009, 1 era una oficina bancària, 1 paleta, 1 guixaire pintor, 2 lampisteries, 3 electricistes, 3 veterinaris i 7 restaurants.
Dels 7 establiments comercials que hi havia el 2009, 2 eren botiges de menys de 120 m², 1 una fleca, 1 una carnisseria, 1 una botiga d'equipament de la llar i 2 botigues de material esportiu.
L'any 2000 a Termignon hi havia 24 explotacions agrícoles que ocupaven un total de 1.474 hectàrees.

## Equipaments sanitaris i escolars
L'únic equipament sanitari que hi havia el 2009 era una ambulància.
El 2009 hi havia una escola maternal integrada dins d'un grup escolar amb les comunes properes formant una escola dispersa.

## Poblacions més properes
El següent diagrama mostra les poblacions més properes.